# Cycloplasis
Cycloplasis é um gênero de mariposa pertencente à família Acrolepiidae.